# Gérard Farasse
Gérard Farasse, né le 30 juillet 1945 à Roubaix et mort le 28 septembre 2014  à Lille, est un poète et professeur de littérature français .

## Biographie
Il a été professeur de littérature française à l’université du Littoral (Dunkerque).

## Œuvres
Essais
- L’Âne musicien. Sur Francis Ponge, Paris, Éditions Gallimard, coll. « NRF Essais », 1996, 187 p.  (ISBN 2-07-074421-3)
- Empreintes, Villeneuve d’Ascq, France, Presses Universitaires du Septentrion, coll. « Objets », 1998, 217 p.  (ISBN 2-85939-536-9)
- Guide d'un petit voyage dans l’œuvre de Francis Ponge, avec Bernard Veck, Villeneuve d’Ascq, France, Presses Universitaires du Septentrion, coll. « Savoirs mieux », 1999, 120 p.  (ISBN 2-85939-596-2)
- Amour de lecteur, Villeneuve d’Ascq, France, Presses Universitaires du Septentrion, coll. « Objets », 2001, 143 p.  (ISBN 2-85939-697-7)
- Lettres de châteaux, collages de Philippe Lemaire, Villeneuve d’Ascq, France, Presses Universitaires du Septentrion, coll. « Objets », 2007, 192 p.  (ISBN 978-2-7574-0011-1)
- Enchevêtrements. Une lecture de "Paysage du Pas-de-Calais II", 1963, de Jean Dubuffet, Musée des beaux-arts de Calais, Ennetières-en-Weppes, France, Éditions Invenit, coll. « Ekphrasis », 2010, 35 p.  (ISBN 978-2-918698-04-3)
- Francis Ponge. Profession artiste en prose, Nîmes, France, Éditions Alcide, coll. « Littérature », 2011, 77 p.  (ISBN 978-2-917743-28-7)
- Francis Ponge. Vies parallèles, Nîmes, France, Éditions Alcide, coll. « Littérature », 2011, 235 p.  (ISBN 978-2-917743-29-4)
- Usages du livre, Nanterre, France, Presses universitaires de Paris Ouest, coll. « RITM », 2013, 203 p.  (ISBN 978-2-84016-162-2)

Proses
- Belles de Cadix et d'ailleurs, Cognac, France, Les Éditions Le Temps qu’il fait, 2004, 115 p.  (ISBN 2-86853-392-2)
- Exercices de rêverie, ill. de René Münch, Paris, Éditions l’Improviste, coll. « Un petit siècle épatant », 2004, 133 p.  (ISBN 2-913764-17-7)
- Pour vos beaux yeux, Cognac, France, Les Éditions Le Temps qu’il fait, 2007, 156 p.  (ISBN 978-2-86853-478-1)
- Follain rose et noir, Paris, Éditions Caractères, coll. « Cahiers & cahiers », 2007, 185 p.  (ISBN 978-2-85446-413-9)
- Collection particulière, Cognac, France, Les Éditions Le Temps qu’il fait, 2010, 163 p.  (ISBN 978-2-86853-545-0)
- Dentelle, dit-elle, grav. de Sarah Didier-Charlet, Boulogne-sur-Mer, France, Éditions le Rosier grimpant, coll. « Aiguillons », 2011, 23 p.  (ISBN 978-2-9533552-5-3)
- L'Égyptienne couchée, Bazas, France, Les Éditions Le Temps qu’il fait, 2014, 136 p.  (ISBN 978-2-86853-604-4)

## Sur l'auteur
- Paul Renard & al., « Gérard Farasse », Revue Nord’, vol. 63,‎ juin 2014 (lire en ligne)